# Râul Dobreasca
Râul Dobreasca este un afluent al râului Lăzești. 